# Örencik
Örencik ist ein Dorf im Landkreis Simav der türkischen Provinz Kütahya. Der alte Ortsname lautet Virancık. Die Umbenennung erfolgte im 20. Jahrhundert. Das Dorf liegt auf den Hängen des ca. 2000 m hohen Eğrigöz Dağı. Die Häuser bestehen aus Lehm und Ziegeln. Die Menschen leben von Viehzucht und Ackerbau. Die Einwohnerzahl schwankt saisonal. Im Sommer leben in Yayla    Örencik mehr als 500 Menschen, da Yörüken die Dorfweiden als Yayla verwenden.

## Konflikt um Goldabbau
Seit Januar 2020 besteht ein Konflikt zwischen den Dorfbewohnern und der Firma Zenit Mining, die in unmittelbarer Umgebung Gold abbauen will und die Ausweitung ihrer Lizenzen von 93 auf 668 Hektar beim Umweltministerium beantragt hat. In Schreiben an die Landbesitzer des Dorfes drängte das Unternehmen Ende 2020 auf Verkauf der Flächen und deutete die mögliche Enteignung der Flächen durch das Ministerium für Energie und Bodenschätze an. Die Dorfbewohner verweigerten (Stand April 2021) den Verkauf. Sie befürchten Umweltzerstörung, gesundheitliche Schäden durch den Einsatz von Schwermetallen und einen Wegfall ihrer Lebensgrundlage.

## Weblink
- Gold und Gift in Örencik, Artikel von Ali Çelikkan in der Le Monde diplomatique vom 8. April 2021